# Рюфюльський тунель
59°02′31″ пн. ш. 5°50′28″ сх. д. / 59.042° пн. ш. 5.841° сх. д.
Тунель Рюфюльке (норв. Ryfylketunnelen) — підводний автомобільний тунель у районі Ругаланн, Норвегія. Це частина норвезької національної дороги 13, що пролягає між Ставангером і Рюфюльке (район) під Горгефіордом (частиною Бокнафіорду). Тунель є частиною проекту Рифаст. Це 14,4 кілометра (8,9 миля) long і наразі є найдовшим у світі підводним автомобільним тунелем і найглибшим тунелем будь-якого типу. Очікується, що обидва рекорди перевершить Рогфаст, відкриття якого заплановано на 2033 рік.
Тунель розрахований на 10 000 транспортних засобів на день і побудований з однією трубою для кожного напрямку руху та двома автомобільними смугами в кожній трубі. В'їзд зі сторони Рюфюльке знаходиться приблизно за 1 кілометр (0,62 миля) на північ від Солбакка в муніципалітеті Странд (на південь від Тау). В'їзд з боку «міста» розташований на острові Хундваг у муніципалітеті Ставангер. Будівництво почалося в 2013 році, а тунель було відкрито 30 грудня 2019 року. 5 жовтня 2019 року в тунелі відбувся півмарафон.

## Плата за проїзд
На момент відкриття тунелю плата за проїзд становила 140 кр (близько 15 дол. США) для транспортних засобів тарифної групи 1 (легкі транспортні засоби) зі знижкою 20 % за користування електронною оплатою. Автомобілі з нульовим рівнем викидів отримали знижку 50 %. Для тарифної групи 2 (великий вантажний транспорт) встановлено 420 kr (близько 46 доларів).
З липня 2022 року ставки зросли до 149 kr і 446 kr до знижки.